# جوليس إيكيرت غودمان
جوليس إيكيرت غودمان (بالإنجليزية: Jules Eckert Goodman)‏ هو كاتب مسرحي أمريكي، ولد في 2 نوفمبر 1876 في غيرفيس في الولايات المتحدة، وتوفي في 10 يوليو 1962 في بيكسكيل في الولايات المتحدة بسبب ذات الرئة.

## وصلات خارجية
- جوليس إيكيرت غودمان على موقع IMDb (الإنجليزية)
- جوليس إيكيرت غودمان على موقع قاعدة بيانات برودواي على الإنترنت (الإنجليزية)
- جوليس إيكيرت غودمان على موقع قاعدة بيانات الفيلم (الإنجليزية)